# (34613) 2000 UR13
(34613) 2000 UR13 est un astéroïde Amor découvert en 2000.

## Description
(34613) 2000 UR13 a été découvert le 27 octobre 2000 à l'observatoire de Kitt Peak, situé dans l'Arizona (États-Unis), par le projet Spacewatch de l’université de l'Arizona.

### Caractéristiques orbitales
L’orbite de cet astéroïde est caractérisée par un demi-grand axe de 2,7 ua, un périhélie de 1,27 ua, une excentricité de 0,39 et une inclinaison de 6,18° par rapport à l’écliptique. Du fait de ces caractéristiques, à savoir un périhélie compris entre 1,017 et 1,3 ua, il est classé comme astéroïde Amor, une famille d'astéroïdes géocroiseurs, s’approchant de l’orbite de la Terre.

### Caractéristiques physiques
(34613) 2000 UR13 a une magnitude absolue (H) de 16,0 et un albédo estimé à 0,085.